# (2745) San Martín
(2745) San Martín est un astéroïde de la ceinture principale.

## Description
(2745) San Martín est un astéroïde de la ceinture principale. Il fut découvert le 25 septembre 1976 à El Leoncito par l'Observatoire Félix-Aguilar. Il présente une orbite caractérisée par un demi-grand axe de 2,29 UA, une excentricité de 0,19 et une inclinaison de 22,4° par rapport à l'écliptique.

## Compléments